# Gipsy Hill

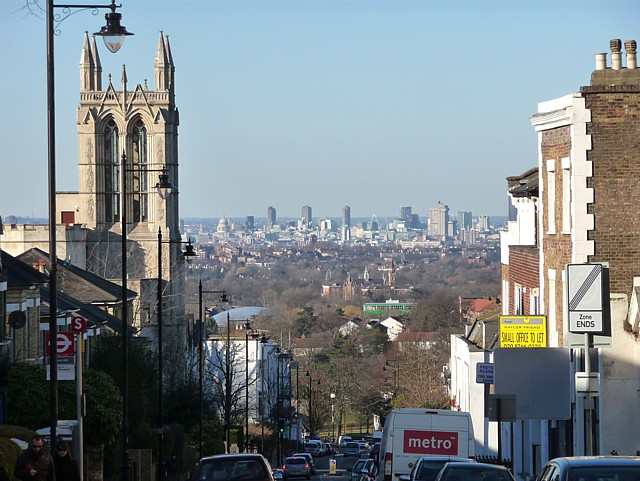
Londra vista da Gipsy Hill.

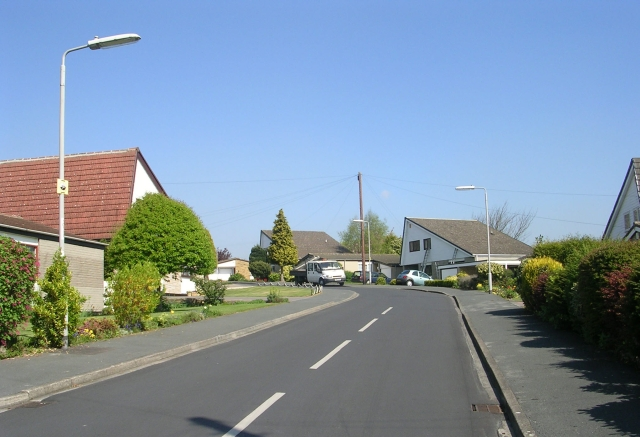
Una prospettiva di Gipsy Hill; nella foto è raffigurata la strada che conduce fino alla Città di Londra.

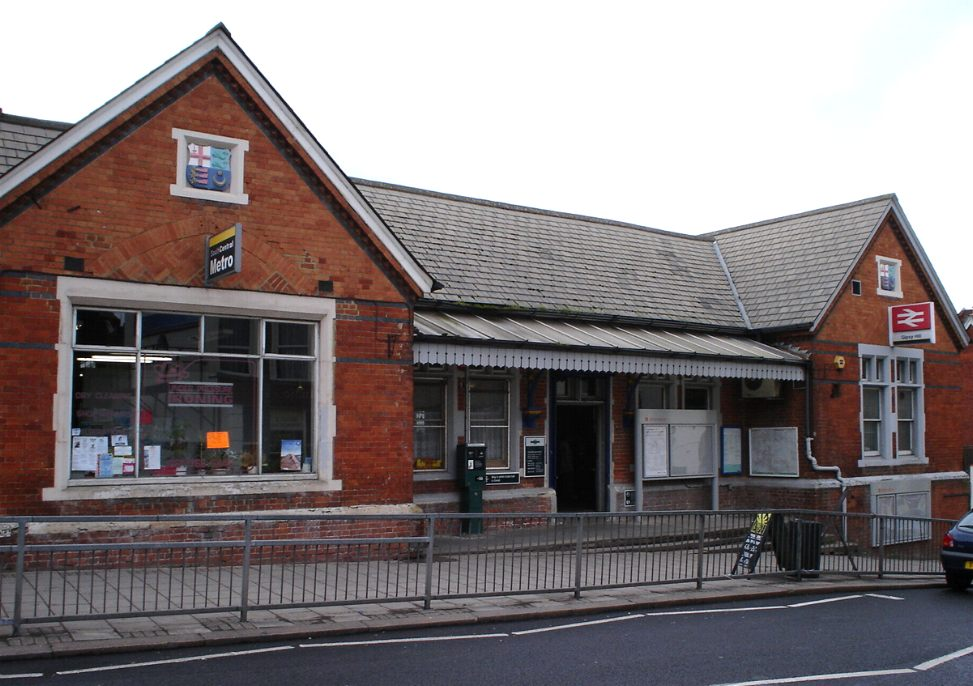
La stazione ferroviaria di Gipsy Hill.

Gipsy Hill è un'area vicino ad Upper Norwood, nella città di Londra; la zona è molto famosa poiché da essa è possibile vedere tutto lo skyline londinese.

## Storia
A Gipsy Hill si stabilì nel 1600 e nel 1700 una comunità di zingari (Gipsies in inglese, da cui il nome dell'area).
Nell'area, che ha un'ottima vista sulla città di Londra, sono state costruite numerose ville nel periodo vittoriano. Dopo la seconda guerra mondiale, tuttavia, ha cambiato aspetto con la costruzione di abitazioni popolari, occupate anche da numerosi immigrati.

## Trasporti

### Strade principali
La strada principale di Gipsy Hill porta il suo stesso nome: anch'essa infatti porta il nome Gipsy Hill. Altre due strade importanti dell'area sono Central Hill e Dulwich Wood Park, entrambe raggiungibili partendo dalla strada Gipsy Hill.

### Trasporti ferroviari
Nel territorio di Gipsy Hill è compresa l'omonima stazione, la Gipsy Hill railway station, localizzata nella Travelcard Zone 3.

### Trasporti automobilistici
Per Gipsy Hill passano i London Buses numero 3 (Crystal Palace-Oxford Circus) e numero 322 (Clapham Common-Crystal Palace), oltre che il notturno N3 (Bromley-Oxford Circus).

## Edifici

### Scuole
A Gipsy Hill sono presenti numerose scuole. Le più importanti sono:
- la Elm Wood Primary School;
- la Kingswood School;
- la Norwood Park School e
- la Paxton School.

### Architetture religiose
Le chiese più importanti di Gipsy Hill sono:
- la Christ Church;
- la Baptist Church e
- la Upper Norwood Methadist Church

### La stazione di polizia
Un altro edificio importante di Gipsy Hill è l'omonima stazione di polizia, la Gipsy Hill police station, situato sulla strada Central Hill: infatti quest'ultimo ha un record, ossia quello di essere la stazione di polizia situata a più metri sul livello del mare di tutta Londra.

## Localizzazione
Gipsy Hill è situata nell'angolo sud-orientale del London Borough of Lambeth, a sud del Tamigi; la zona, inoltre, si trova vicino a molte altre aree molto conosciute, come Crystal Palace, ove sorgeva l'omonimo edificio in stile vittoriano.